# Massövergreppen i Köln nyårsafton 2015
Massövergreppen i Köln nyårsafton 2015 inträffade på nyårsnatten 2015-2016 och bestod av övergrepp, trakasserier och rån utförda av stora grupper av män riktade mot i huvudsak kvinnor. Det faktum att många av de misstänkta hade utländsk bakgrund och hade befunnit sig i Tyskland i mindre än ett år ledde till en omfattande debatt i sociala medier kring hur flyktingars kvinnosyn krockar med den tyska vardagen. Händelserna i Köln har setts som en vändpunkt i landets debatt om flyktingar.

## Bakgrund
Tysklands justitieminister Heiko Maas beskriver att attackerna framför centralstationen i Köln sannolikt var organiserade[källa behövs]. Händelserna har förklarats att övergreppen skett inom ramen för grupptrakasserier enligt taharrush gamea, en typ av sextrakasserier av män i en större grupp mot kvinnor i stora folksamlingar i offentlig miljö som uppmärksammades vid händelser på Tahrirtorget under Egyptiska revolutionen 2011.

## Händelsen i Köln och övriga Tyskland
Köln var drabbat i högre grad, men liknande massövergrepp skedde under nyårsatten även i andra städer som Hamburg, Stuttgart, Frankfurt och Bielefeld. Tysk polisens Bundeskriminalamt uppskattade att fler än 2000 män deltagit i övergreppen och i juli 2016 hade bara 120 hittats.
I Köln anmälde 1 304 personer att de fallit offer för brott i samband med firandet. Totalt i Tyskland blev 1200 kvinnor offer för sexuella övergrepp, runt 650 i Köln, över 400 i Hamburg och utöver dessa flera i Stuttgart, Düsseldorf och andra städer.
Efter att först anklagats av inrikesministern i delstaten Nordrhein-Westfalen, Ralf Jäger(de), för att reagerat för sent och sedan ha bagatelliserat sex-attackerna på nyårsafton tillsatte polisen i Köln en omfattande utredning där upp till 100 poliser arbetade samtidigt. En rapport från delstatens inrikesdepartement visar att 149 av 153 misstänkta hade utländskt medborgarskap och att 68 var asylsökande. Huvuddelen av de misstänkta kom ifrån Nordafrika. Av de misstänkta kunde tre personer identifieras och dömas för brott. På grund av undermåliga bilder från övervakningskameror har man haft svårt att identifiera och åtala misstänkta gärningsmän, vilket beskrivs av domstolens talesperson Wolfgang Schorn som nedslående.

## Konsekvenser
Efter attackerna i Köln har Tysklands regering lagt till ett nytt brott som rör sexuella attacker från en grupp. När personer begår sexualbrott i grupp ska alla deltagare kunna åtalas.

## Andra orter i Europa
I efterdyningarna till rapporteringen om trakasserierna under nyåret i Köln nämndes att det kunde finnas kopplingar till liknande händelser på andra orter i Europa, bland annat Kalmar i Sverige och Helsingfors i Finland.
Rapporteringen i Sverige i januari 2016 om det som inträffade i Köln på nyårsnatten ledde till en offentlig debatt om de sexuella övergreppen under We Are Sthlm sommaren 2015 samt den uteblivna rapporteringen om det.